# Barrio Hualitze
Barrio Hualitze är en ort i Mexiko.   Den ligger i kommunen Tanlajás och delstaten San Luis Potosí, i den centrala delen av landet, 250 km norr om huvudstaden Mexico City. Barrio Hualitze ligger 219 meter över havet och antalet invånare är 110.
Terrängen runt Barrio Hualitze är kuperad åt sydväst, men åt nordost är den platt. Runt Barrio Hualitze är det ganska tätbefolkat, med 111 invånare per kvadratkilometer. Närmaste större samhälle är Tampate, 15,1 km väster om Barrio Hualitze. I omgivningarna runt Barrio Hualitze växer huvudsakligen savannskog.